# Helgøya, Innlandet

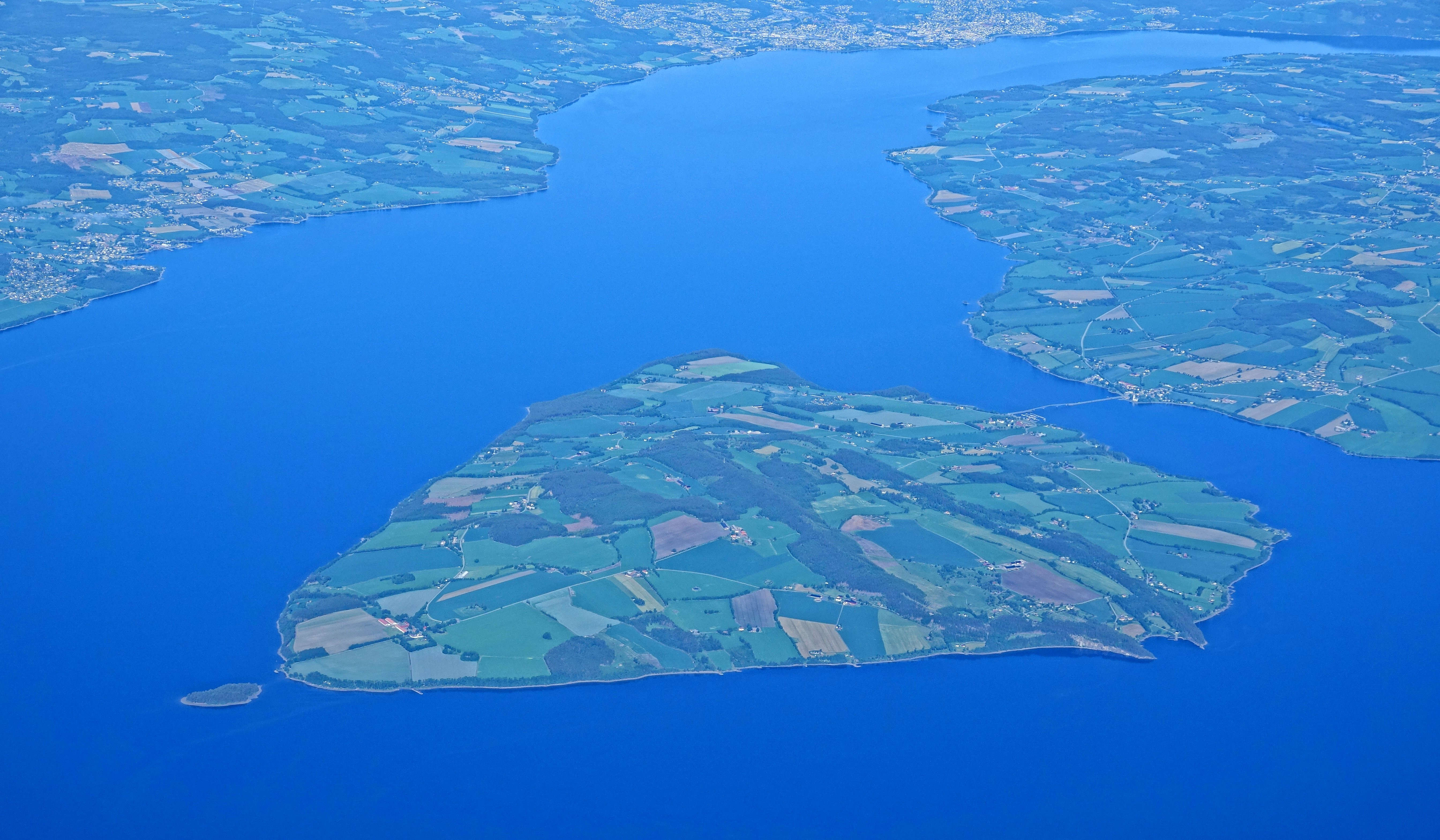
Ön Helgøya sedd från luften.

Helgøya är den största ön i sjön Mjøsa, belägen i Ringsakers kommun i Innlandet fylke i östra Norge. Ön ligger 5,5 kilometer sydväst om staden Hamar, på det ställe där Mjøsa är som bredast. Det är Norges största ö i en insjö med en yta på 18,3 kvadratkilometer.
Helgøya skiljs från halvön Nes i norr av det 900 meter breda Nessundet. En bro över sundet öppnades 1957. Mitt på ön ligger det 331 meter höga Eksberget. Helgøya har bördig jord på grund av de kalkrika och delvis lösa kambrosiluriska bergarterna som ön är uppbyggd av. Mer än halva arealen är odlad. Floran är rik och ett område vid Bergevika på östra sidan är skyddat som naturreservat.
Innan 1964 hörde ön till dåvarande Nes kommun.